# Bombardejos italians sobre el Mandat Britànic de Palestina

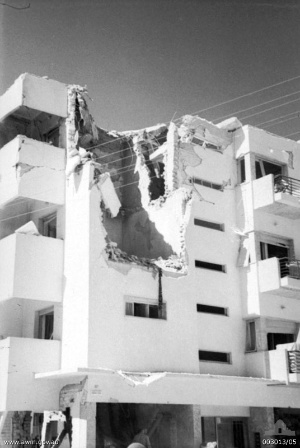
Edifici parcialment en runes.

Els bombardejos italians sobre el Mandat Britànic de Palestina van ser una acció militar duta a terme el 9 de setembre de 1940, durant la Segona Guerra Mundial. La ciutat de Tel-Aviv havia estat fundada trenta anys abans pels jueus sionistes. L'atac italià sobre Palestina era part d'un esforç de la Itàlia feixista per colpejar a les forces britàniques desplegades a l'Orient Mitjà. El 10 de juny de 1940, el Regne d'Itàlia va declarar la guerra a la República Francesa i al Regne Unit. Els francesos van signar un armistici amb els italians el 25 de juny, tres dies després de l'armistici amb Alemanya. Les Forces Armades Italianes varen lluitar contra les forces britàniques de la Commonwealth.
L'estiu de 1940 les ciutats del Mandat Britànic de Palestina van ser bombardejades per les Potències de l'Eix, els bombardejos italians van començar el mes de juliol de 1940, i es van concentrar en les ciutats costaneres com Tel-Aviv i Haifa, tot i que ciutats com Acre i Jaffa també van patir bombardejos. El darrer bombardeig italià sobre el mandat britànic de Palestina va tenir lloc el mes de juny de 1941.

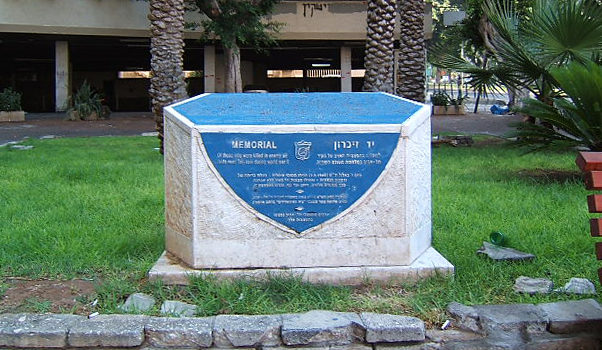
Memorial a Tel-Aviv per recordar a les victimes dels bombardejos de la Segona Guerra Mundial.

Després de la guerra es va aixecar a Tel-Aviv un memorial en record de les 137 persones que varen morir durant el
bombardeig de la Reial Força Aèria Italiana (Regia Aeronautica), que va tenir lloc el dia 9 de setembre de 1940.